# Базилевская, Нина Александровна
Ни́на Алекса́ндровна Базиле́вская (4 [17] марта 1902, Москва — 24 июня 1997) — российский и советский учёный-ботаник, систематик, историк ботаники, доктор биологических наук (1936), профессор МГУ, директор ботанического сада биологического факультета МГУ (1952—1964), ученица академика Н. И. Вавилова, специалист в области интродукции растений и цветоводства.

## Биография
Родилась 4 (17) марта 1902 года в Москве в дворянской семье, отец — полковник царской армии.
Окончила гимназию в Петербурге (1918) и биологическое отделение физико-математического факультета Петербургского государственного университета (1924). Одновременно в 1918—1930 годах работала в Гербарии Главного ботанического сада РСФСР. В 1925—1926 годах была командирована на научные станции Всероссийского института прикладной ботаники и новых культур (ВИПБиНК) в Репетеке (Туркмения), участвовала в экспедициях по горным и пустынным районам Средней Азии и Казахстана. С 1926 года работала по совместительству старшим научным сотрудником отдела натурализации ВИПБиНК.
С 1930 года — научный сотрудник Всероссийского Института Растениеводства — заведующий секцией сои; с 1934 года возглавляла также секцию эфиромасличных культур; в 1937—1941 годах организатор и руководитель секции цветоводства.
После ареста директора института Н. И. Вавилова в 1940 году вместе с группой коллег (Н. В. Ковалёв, М. А. Розанова, Е. А. Столетова) составила письмо в ЦК ВКП(б), Совнарком и НКВД с просьбой освободить Вавилова. Под письмом первоначально подписались девять человек, но из-за опасности ареста всех подписавшихся окончательный вариант письма был подписан одной Базилевской. В 1941 году она была уволена из ВИР.
С 1941 года работала в Москвеː заведующим отделом цветоводства в Главном ботаническом саду АН СССР (в годы Великой Отечественной войны в эвакуации в Ашхабаде); в 1945—1946 годах — в Институте леса АН СССР, в 1946—1950 годы по поручению ректора МГУ И. Г. Петровского занималась созданием Ботанического сада МГУ.

В 1950—1964 годах — профессор МГУ, директор ботанического сада МГУ. Внесла значительный вклад в освоение и планирование новой территории ботанического сада на Воробьёвых горах. Н. А. Базилевская руководила работой научных сотрудников, садовников, строителей, участвовала в экспедициях для пополнения коллекций, опубликовала большое количество статей и книг по истории науки, цветоводству, озеленению.
В 1964—1990 годах — профессор кафедры высших растений МГУ. Работала в составе пленума Госкомиссии по сортоиспытанию декоративных культур и экспертной комиссии павильона «Цветоводство и озеленение» ВДНХ СССР, она уделяла много внимания системе государственного сортоиспытания и апробации сельскохозяйственных растений. По её предложению были созданы специальная секция при Московском обществе испытателей природы и журнал «Цветоводство» (в 1958 году). В послевоенные годы Нина Александровна возглавляла секцию цветоводства и озеленения общества «Цветоводы Москвы».
В 1967—1990 годах профессор ботаники и генетики растений на агрономическом факультете Конакрийского политехнического института Гвинеи, участвовала в трёх научных экспедициях по всей территории страны.
В 1976 году работала в Гаванском университете. Состояла экспертом ЮНЕСКО. Н. А. Базилевская представляла советскую науку на многих международных конгрессах, симпозиумах, выступала с лекциями и докладами.
В честь Н. А. Базилевской назван вид растений Saussurea ninae Iljin (1942).
Умерла 24 июня 1997 года.

## Работа в ботаническом саду МГУ
В 1950 году ректором МГУ академиком А. Н. Несмеяновым был подписан приказ о закладке на новой территории Университета на Воробьевых горах ботанического сада. Организацию строительства возглавила Н. А. Базилевская; она участвовала в разработке проекта территории сада совместно с архитектором В. Н. Колпаковой. В 1952 году Базилевская стала директором объединённого сада, который включал в себя новую территорию и старый университетский сад, известный как «Аптекарский огород».
Сад не был изначально запроектирован на территории Университета, для него предлагалось другое место поблизости, но Н. А. Базилевская решительно отстаивала необходимость закладки сада рядом с корпусами Университета. Это влекло за собой необходимость совместить планировку Сада в уже утверждённой планировкой всего университетского комплекса. Устройство сада начиналось на пустыре, захламлённым строительным мусором. Сотрудники сада отмечают, что «удачной планировке, мощным лесозащитным посадкам и грамотному размещению растений мы обязаны профессору Нине Александровне Базилевской».
В 1953 году, после освоения новой территории Ботанического сада, из сада МГУ на Проспекте Мира в Сад на Ленинские (Воробьевы) горы была передана часть коллекции травянистых пионов. Начался новый исторический этап в селекционной работе с пионами. Непосредственно при участии и под личным контролем Нины Александровны Базилевской, директора сада и руководителя группы «Травянистых растений», были произведены первые посадки коллекций декоративных растений, в том числе и пионов.

## Научные интересы
Основные работы по систематике, интродукции и селекции растений. Описала около 40 новых видов, часть из них — совместно с Б. А. Федченко. Разрабатывала проблемы происхождения и систематики астрагалов, маковых и бобовых, а также вопросы селекции эфиромасличных, сои, дыни, опийного мака. Автор ряда фундаментальных работ по теории мобилизации и интродукции растений, по истории ботаники. Вместе с С. Н. Бахаревой собрала в Гвинее первую большую коллекцию местных сортов и дикорастущих видов Гвинеи для ВИР.
Автор учебника по анатомии растений (1933) и учебника по ботанике на французском языке. Внесла большой вклад в разработку творческого наследия Н. И. Вавилова. Один из авторов многотомных изданий «Культурная флора СССР» (1941, т. 6), «Люди русской науки» (1963) и энциклопедического справочника «Африка» (1986—1987).

## Награды
- Орден «Знак Почета» — 1945[4]
- Медаль «За доблестный труд в Великой Отечественной войне 1941-1945 гг.»[13]
- Орден Трудового Красного Знамени — 1990[14]